# Abitureira
Abitureira é uma povoação da Freguesia de Vila do Touro, encontrando-se a 13 quilómetros do Sabugal e a 741 metros de altitude.

## História

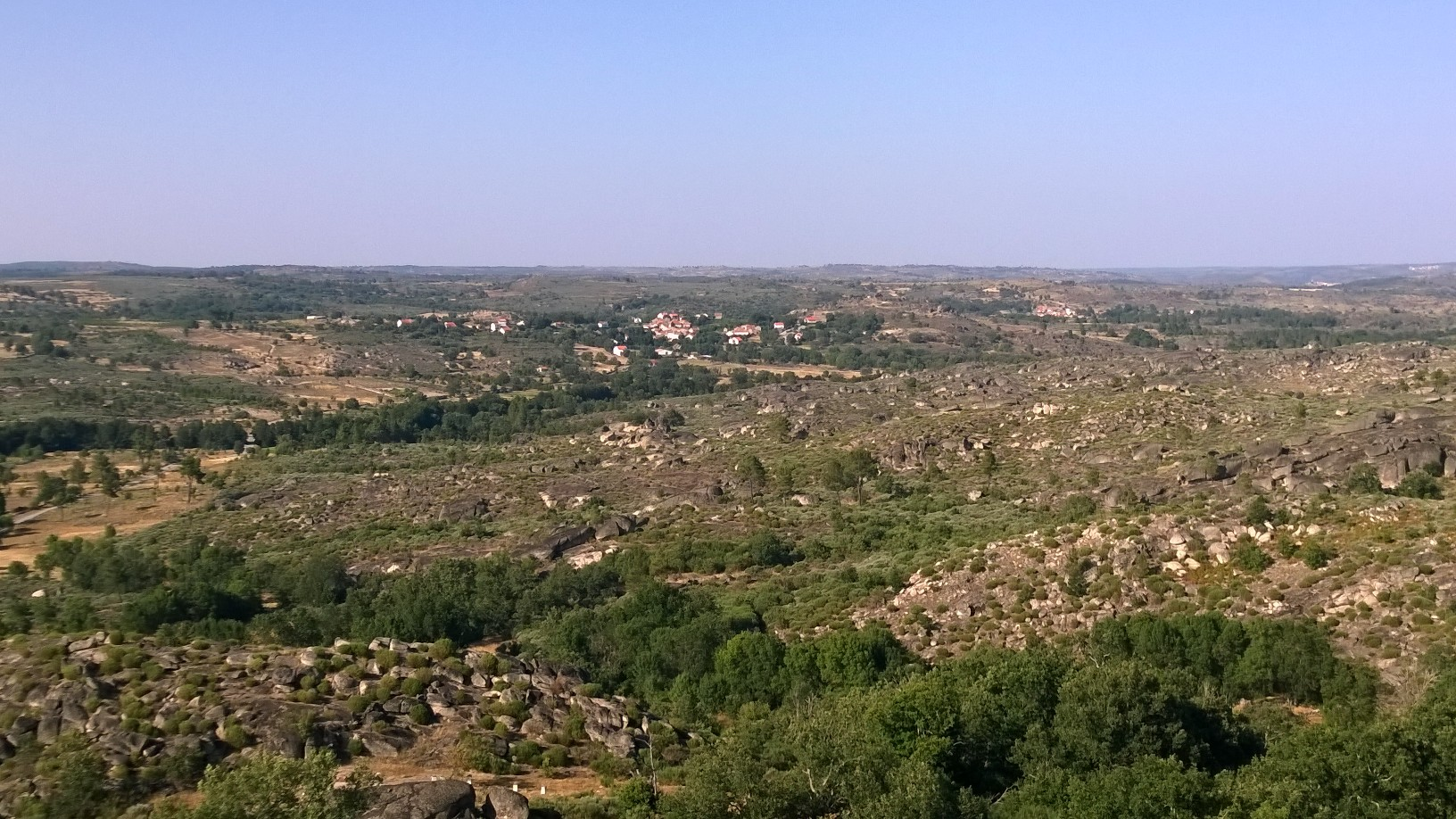
Abitureira

Situada na margem esquerda da Ribeira do Boi encontra-se a pitoresca povoação de Abitureira. Não se sabe a origem mas opina-se que derive da palavra abeto, embora não exista conhecimento de tal árvore.
Integrou o concelho de Vila do Touro juntamente com Quinta das Vinhas, Quinta dos Moinhos, Quinta do Roque Amador, Quintas de São Bartolomeu, Rapoula do Côa e Lomba dos Palheiros (Memórias Paroquiais, 1758). O concelho de Vila do Touro, foi extinto em 1836, sendo integrado no concelho (atual município) de Sabugal.
Uma paisagem muito característica, marcada por uma zona de alguns declives pronunciados e também algumas planícies localizadas junto ao rio.
Presentemente (2014) tem 73 moradores com uma população muito envelhecida.

## Vida económica
A principal actividade é a agricultura e pecuária.

## Festa
Anual (1.º fim de semana de Fevereiro)

## Associações
Associação Cultural Desportiva e Recretiva de Abitureira